# Alaszkai tőkehal
Az alaszkai tőkehal (Theragra chalcogramma) a csontos halak (Osteichthyes) főosztályának sugarasúszójú halak (Actinopterygii) osztályába, ezen belül a tőkehalalakúak (Gadiformes) rendjébe és a tőkehalfélék (Gadidae) családjába tartozó faj.
A Theragra halnem típusfaja.

## Rendszertani besorolása
Közeli rokonságban áll a fekete tőkehallal (Pollachius virens), de nem tartozik ugyanabba a nembe.
Korábban az Atlanti-óceánban élő Theragra finnmarchiciát, az alaszkai tőkehal nyugati állományának vélték, és szinonimának tekintették. De manapság önálló faji rangja a legtöbb kutató szerint elfogadott.

## Előfordulása
A halfaj az Észak-Csendes-óceán tőkehalai közé tartozik. Elterjedési területe nagy ívben Japántól Alaszkáig és Kaliforniáig terjed.

## Megjelenése
A hal legfeljebb 91 centiméter hosszú és 3,85 kilogramm tömegű. A hátúszói nem érik egymást. Színezete a hátán barna vagy olajzöld, oldalán ezüstös, hasán pedig fehéres. Oldalán sötét foltok találhatók, melyek gyakran hosszirányú kötegekbe rendeződnek.

## Életmódja

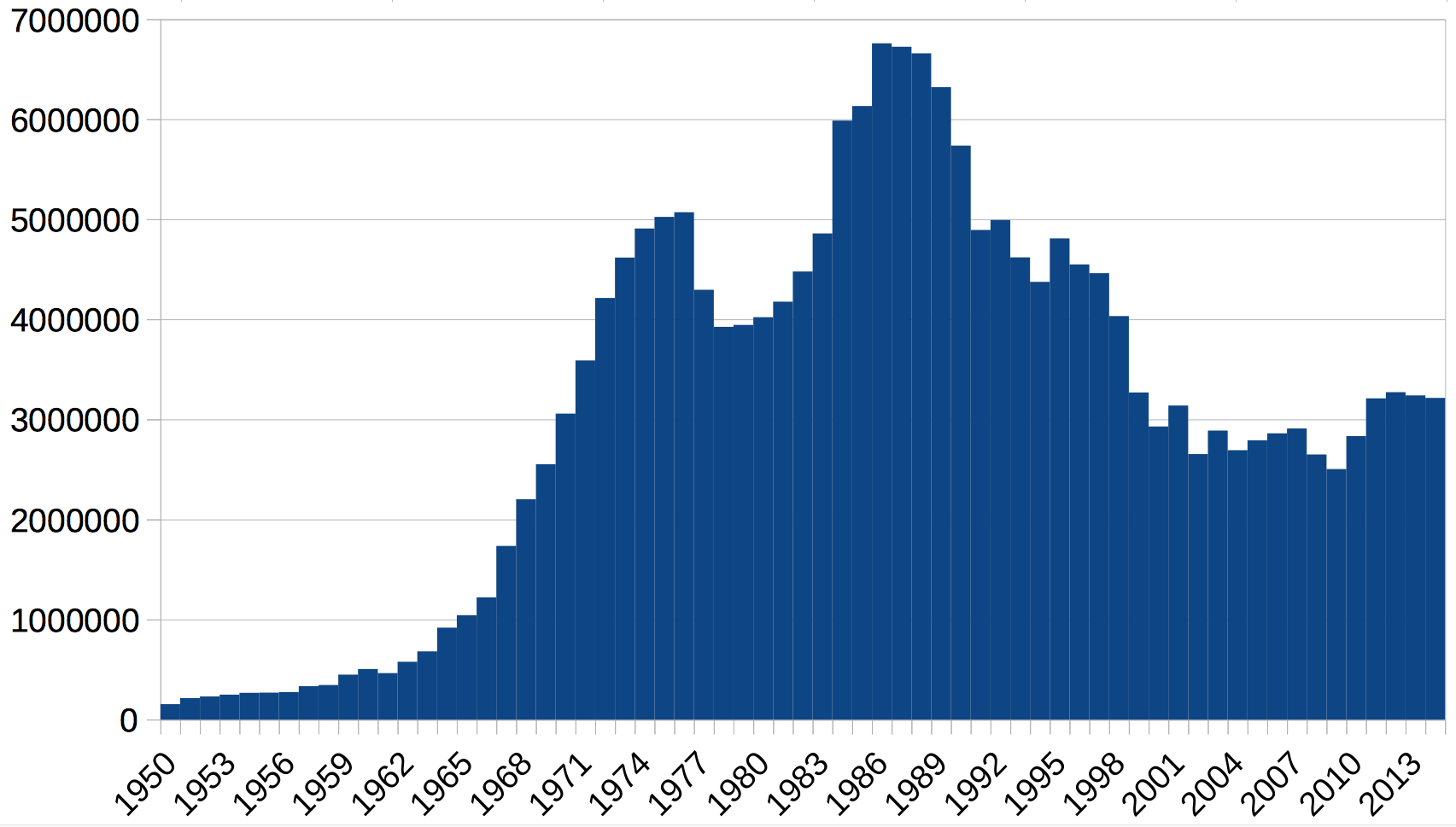
Az alaszkai tőkehal világszintű halászata 1950-2010 között

Az alaszkai tőkehal egyaránt kedveli a brakkvizet és a nyílt tengert is. 1280 méter mélységig leúszik. Nem vándorló faj. Tápláléka krillek, kisebb halak és rákok. Ezzel a hallal, pedig a hosszúszárnyú bálna, a közönséges barázdásbálna, Steller-oroszlánfóka, a nagyobb lepényhalfélék és lazacfélék, stb. táplálkoznak. Kedvelt táplálék az ember számára is, emiatt ipari mértékben halássza ezt a halfajt.
Legfeljebb 15 évig él.

## Felhasználása
Az alaszkai tőkehal jelentős gazdasági értékkel bír.

### Fordítás
- Ez a szócikk részben vagy egészben  az   Alaska pollock című angol Wikipédia-szócikk fordításán alapul.  Az eredeti cikk szerkesztőit annak laptörténete sorolja fel. Ez a jelzés csupán a megfogalmazás eredetét és a szerzői jogokat jelzi, nem szolgál a cikkben szereplő információk forrásmegjelöléseként.